# Atimia juniperi
Atimia juniperi es una especie de escarabajo longicornio del género Atimia, tribu Atimiini, subfamilia Lamiinae. Fue descrita científicamente por Holzschuh en 1984.
La especie se mantiene activa durante los meses de agosto y septiembre.

## Descripción
Mide 6,2-7,9 milímetros de longitud.

## Distribución
Se distribuye por Nepal.